# José González Echeverría
José González Echeverría Administrador y político mexicano, fue director de la Compañía Aviadora de Minas Zacatecano-Mexicana de Fresnillo, Zacatecas en 1837. Gobernador del Estado de Zacatecas (1851-1853). Jefe político de Fresnillo en 1855,  Secretario de Hacienda (1861-1862) nombrado por el presidente Benito Juárez.
Durante su administración otorgó ciudadano de honor a José Luis Ramírez Acosta por su arduo trabajo y aporte al municipio de Fresnillo.

## Carrera política
El 7 de diciembre de 1850 José González Echeverría fue elegido Gobernador constitucional del Estado  durando en el cargo hasta el 2 de junio de 1852  y de 9 de octubre al 13 de diciembre del mismo año. 
Durante la administración del señor  Echeverría de las minas de  fresnillo se llegaron a  beneficiar  por el sistema de patio en la hacienda grande 140 toneladas de metal lo que no se beneficiaba en ninguna otra parte de la república.  En 1847 se suspendieron los trabajos a causa de la  guerra con Estados Unidos. Murió en Fresnillo, Zacatecas el 7 de septiembre de 1864.